# Sektion Berchtesgaden des Deutschen Alpenvereins
Die DAV Sektion Berchtesgaden e. V. (kurz DAV Berchtesgaden) ist eine Sektion des Deutschen Alpenvereins in Berchtesgaden. Sie wurde am 17. Mai 1875 gegründet. Der DAV Berchtesgaden ist somit eine der ältesten und mit 13.354 Mitgliedern (Stand: 31. Dezember 2024) auch die achtzehntgrößte Sektion des Deutschen Alpenvereins und damit auch einer der größten Sportvereine Deutschlands.

## Sektionsvorsitzende
Eine chronologische Übersicht über alle Vorsitzenden der Sektion seit Gründung:
| Amtszeit  | Vorsitzender       |
| --------- | ------------------ |
| 1875–1880 | Freiherr von Lurz  |
| 1880–1897 | Josef Lamprecht    |
| 1897–1900 | Grassl             |
| 1900–1915 | Kajetan Kaerlinger |
| 1915–1924 | Max Fischer        |
| 1924–1935 | Kollmann           |
| 1935–1946 | Werner Crantz      |
| 1946–1949 | Oswald             |
| 1949–1963 | Ludwig Miller      |
| 1963–1965 | Lenz Winkler       |
| 1965–1975 | Artmann            |
| 1975–1984 | Franz Ertl         |
| 1984–1993 | Karl Seiberl       |
| 1993–20?? | Alfred Lang        |
| Aktuell   | Beppo Maltan       |

## Berühmte Mitglieder
- Pauline von Sachsen-Weimar-Eisenach
- Marie von Sachsen-Weimar-Eisenach
- Josef Aschauer
- Albert Hirschbichler
- Bärbel Hirschbichler
- Werner Schertle
- Heini Brandner
- Paul Rudolph Eduard Stöhr
- Otto Schultheiß[6]

## Hütten der Sektion
Berchtesgadener Alpen

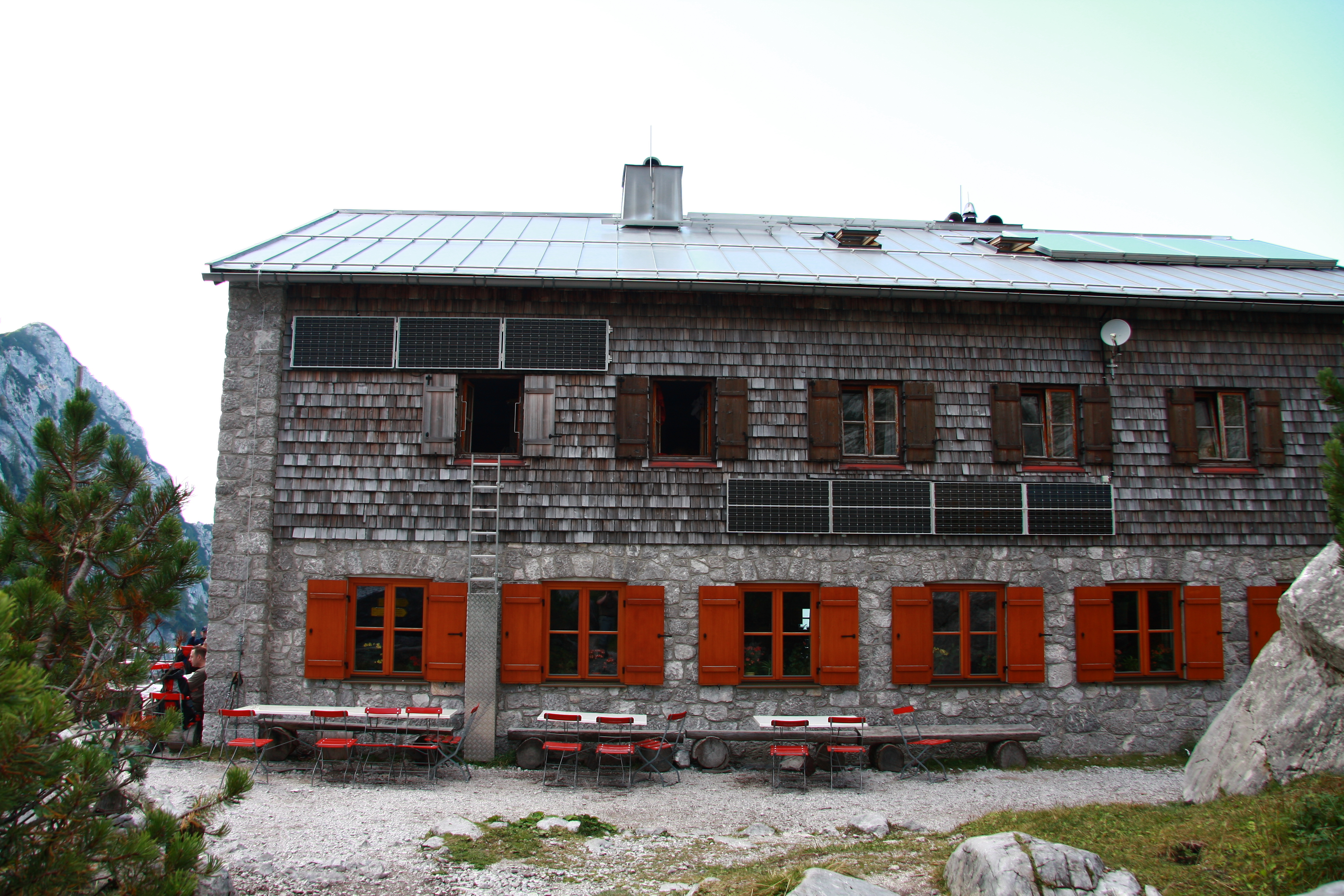
Blaueishütte (September 2009)

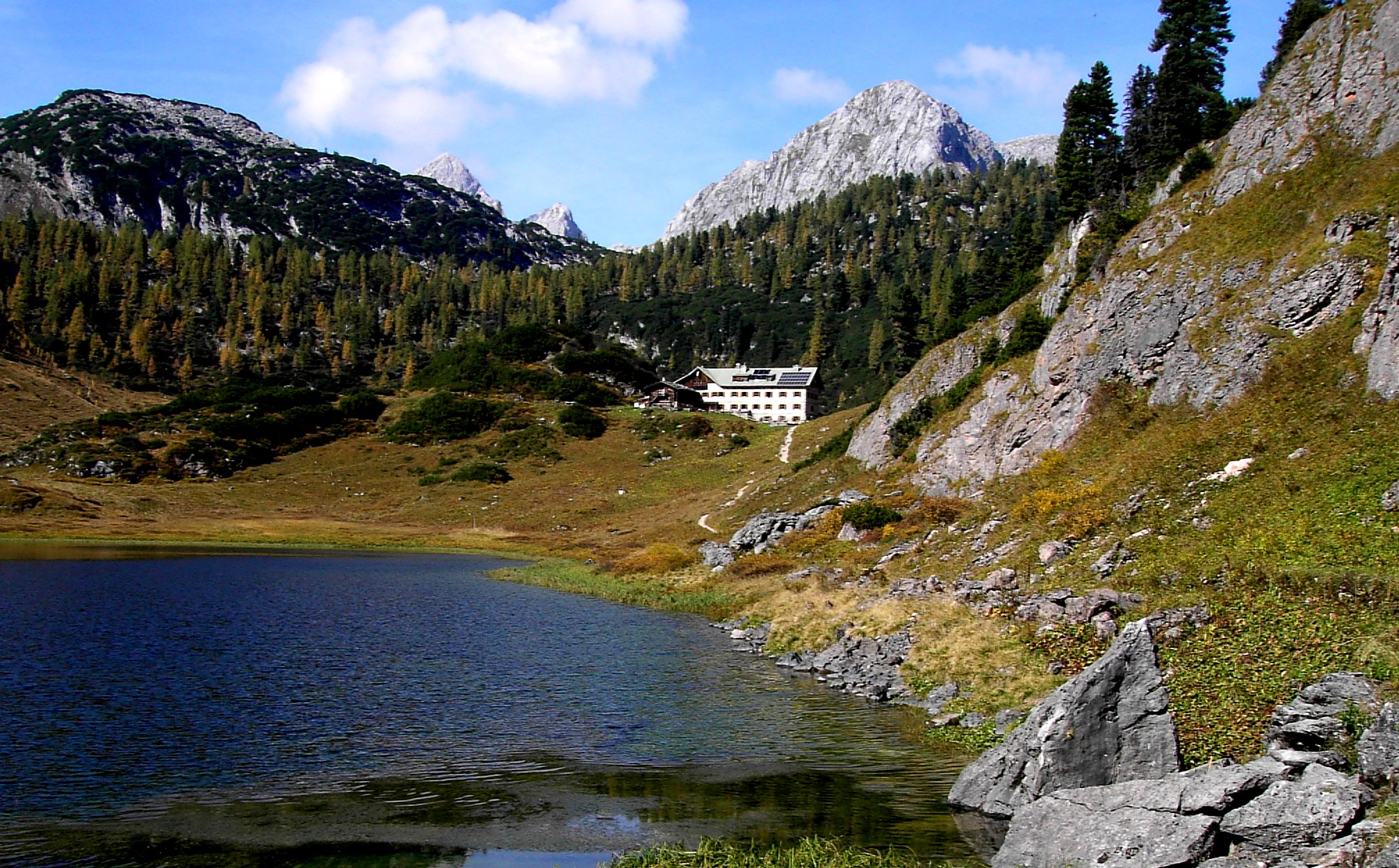
Kärlingerhaus mit Funtensee

- Blaueishütte, 1651 m (Hüttenpatenschaft durch die Sektion Gipfelkreuz)[7]
- Kärlingerhaus, 1638 m
- Kührointhütte[8], 1420 m
- Ligeretalm[9]
- Schwaigerkaser[10] auf der Königsbachalm, 1190 m
- Schneibsteinhaus, 1670 m
- Stöhrhaus, 1894 m
- Wasseralm, 1423 m
- Watzmann-Ostwand-Hütte, auch „Ostwandlager“[11], 623 m

Die Sektion Gipfelkreuz und die Sektion Berchtesgaden haben eine Kooperationsvereinbarung geschlossen, die die obige Hüttenpatenschaft und die Mitnutzung der Selbstversorgerhütten des Sektion Berchtesgaden (Kührointhütte, Ligeretalm und Schweigerkaser) umfasst.

### Ehemalige Hütten der Sektion
- Alpeltalhütte (Betreuung), 1100 m (heute: privat) (1919 erbaut)
- Bezoldhütte, 1391 m (heute: Gemeinde Ramsau) (1883 erbaut)
- Kehlsteinhaus (Pächter des Freistaats Bayern), 1834 m (heute: von der Berchtesgadener Landesstiftung an privaten Wirt verpachtet)
- Paulshütte (heute: privater Wirt)
- Purtschellerhaus (Betreuung), 1692 m (heute wieder: Sektion Sonneberg)

## Kletterzentrum
- DAV Kletterzentrum Berchtesgaden – Bergsteigerhaus Ganz[12]

## Ereignisse der Sektion
- Kaukasus Kundfahrt 1966
- Grönlandfahrt der Sektion Berchtesgaden 1967
- Berchtesgadener Hindukusch Expedition 1972
- DAV-Hauptversammlung 1979 in Berchtesgaden
- DAV Black Diamond Skitourencup 2006
- DAV Skitourencup 2008
- DAV Skitourencup 2009

## Jennerstier
Die Sektion ist Veranstalter des Skitourenrennens Jennerstier, das zur Alpencup-Serie zählt.